# Apache des Plaines
Cet article concerne la langue amérindienne. Pour le peuple, voir Apaches des Plaines.
Ne doit pas être confondu avec Kiowa (langue).
L'apache des Plaines (anciennement appelé kiowa-apache) est une langue athapascane parlée aux États-Unis, en Oklahoma, dans le comté de Caddo. La langue forme un sous-groupe à l'intérieur des langues apaches (ou langues athapascanes méridionales).

## Les Kiowa-Apaches
Le nom de Kiowa-Apaches a été donné à ce petit peuple apache du fait qu'il vivait à l'époque de la culture des Plaines en symbiose avec les Kiowas, formant un clan à l'intérieur de cette nation, tout en maintenant sa différence linguistique.
L'apache des Plaines est aujourd'hui une langue en voie de disparition : au recensement de 1990, seuls 18 personnes déclaraient la parler.

## Phonologie

### Consonnes
Voici la liste des phonèmes consonantiques de l'apache des Plaines en orthographe « indianiste », accompagnées de leur prononciation notée entre crochets dans l'API : 
|              |               | Bilabiales | Alvéolaires | Alvéolaires | Postalvéol. | Dorsales | Dorsales | Glottales |
| ------------ | ------------- | ---------- | ----------- | ----------- | ----------- | -------- | -------- | --------- |
| Centrales    | Latérales     | Bilabiales | Palatales   | Vélaires    | Postalvéol. |          |          | Glottales |
| Occlusives   | Simples       | b [b]      | d [d]       |             |             |          | g [g]    | ʼ [ʔ]     |
| Occlusives   | Prénasalisées |            | ⁿd [n͡d]     |             |             |          |          |           |
| Occlusives   | Aspirées      |            | t [tx]      |             |             |          | k [kx]   |           |
| Occlusives   | Éjectives     |            | tʼ [tʼ]     |             |             |          | kʼ [kʼ]  |           |
| Affriquées   | simples       |            | dz [d͡z]     | dl [ɮ]      | dž [ d͡ʒ]    |          |          |           |
| Affriquées   | Aspirées      |            | ts [t͡sʰ]    | tł [t͡ɬʰ]    | tš [ t͡ʃʰ]   |          |          |           |
| Affriquées   | Éjectives     |            | tsʼ [t͡sʼ]   | tłʼ [t͡ɬʼ]   | tšʼ [ t͡ʃʼ]  |          |          |           |
| Fricatives   | sourdes       |            | s [s]       | ł [ɬ]       | š [ ʃ ]     |          | h [ x]   | h [h]     |
| Fricatives   | Sonores       |            | z [z]       |             | ž [ ʒ]      |          | ɣ [ɣ]    |           |
| Nasales      | Nasales       | m [m]      | n [n]       |             |             |          |          |           |
| Liquides     | Liquides      |            |             | l [l]       |             |          |          |           |
| Semi-voyelle | Semi-voyelle  | w [w]      |             |             |             | y [ j]   |          |           |